# خرتوت
خرتوت، روستایی در دهستان شیرین‌سو بخش مرکزی شهرستان مانه در استان خراسان شمالی ایران است. 

## جمعیت
بر پایه سرشماری عمومی نفوس و مسکن در سال ۱۳۹۵، جمعیت این روستا برابر با ۷۰۳ نفر (۱۶۴ خانوار) بوده‌است.